# Archocamenta ascendens
Archocamenta ascendens är en skalbaggsart som beskrevs av Hermann Julius Kolbe 1910. Archocamenta ascendens ingår i släktet Archocamenta och familjen Melolonthidae. Inga underarter finns listade.